# 하오자루
하오자루(중국어: 郝佳露, 병음: Hǎo Jiālù, 한자음: 학가로, 1987년 8월 20일~)는 중화인민공화국의 펜싱 선수로 주 종목은 에페이다. 2016년 하계 올림픽에서 여자 에페 단체전 은메달을 획득했으며, 세계 선수권 대회에서 금메달 1개를 획득했다.